# Das Spiel der Götter
Das Spiel der Götter (englisch The Malazan Book of the Fallen) ist ein Fantasy-Romanzyklus des kanadischen Schriftstellers Steven Erikson. Der zehn Originalbände umfassende Romanzyklus erschien zwischen 1999 und 2011 bei Bantam.
Bei der deutschen Übersetzung, erschienen bei Blanvalet, wurden die Originalbände nach dem ersten Roman Die Gärten des Mondes jeweils in zwei Bände aufgeteilt und werden somit insgesamt 19 Bücher umfassen. Der Romanzyklus wurde von der Kritik sehr positiv aufgenommen. In Europa ist ihm ein für Fantasywerke großer Erfolg beschieden, während auf dem nordamerikanischen Markt die Bücher nur mit Verzögerung erschienen sind.
Nicht direkt Teil der Reihe, aber in derselben Welt angesiedelt, sind die Romane von Eriksons Freund Ian Cameron Esslemont, mit dem er zusammen die Welt von Malaz erschaffen hat.
Im Juli 2021 ist der erste Band der Nachfolgetrilogie The Witness erschienen.

## Grundzüge der Handlung
Die fiktive Handlung setzt um das Jahr 1163 von Brands Schlaf ein und handelt zunächst hauptsächlich vom Malazanischen Imperium und dessen Eroberungskriegen. Das von Imperator Kellanved (einem Magier) und seinem Helfer Tanzer (einem Assassinen) gegründete Imperium entstand auf der Insel Malaz, von wo aus der Kontinent Quon Tali nach harten Kämpfen unterworfen wurde, wobei sich Kellanved als geschickter Stratege erwies und sich außerdem mit fähigen Leuten umgab. Im Laufe der Zeit hat sich das malazanische Imperium, vor allem dank seiner disziplinierten und schlagkräftigen Streitkräfte, über einen großen Teil der bekannten Welt ausgebreitet. Das Imperium wird dabei durchaus auch positiv dargestellt: die malazanischen Truppen brachten unter anderem einheitliche Gesetze und sorgten so für das Ende zahlreicher Stammesfehden sowie für einen gewissen inneren Frieden. Dennoch wird die malazanische Herrschaft von vielen Menschen als Fremdherrschaft abgelehnt, auf mehreren Kontinenten dauern die Feldzüge schon seit Jahren an.
All diese Ereignisse werden indirekt in den späteren Romanen Eriksons erzählt, denn zu Beginn der eigentlichen Haupthandlung sind Kellanved und Tanzer bereits tot, ermordet von Laseen, die vorher Befehlshaberin der internen Geheimpolizei war und anschließend den Thron bestieg. Seitdem ist sie vor allem damit beschäftigt, das Imperium zusammenzuhalten, während immer mehr alte Vertraute des Imperators unter mysteriösen Umständen verschwinden. Im Laufe der weiteren Handlung in den Romanen wird auch immer klarer, was die genauen Hintergründe dieser Ereignisse waren und wie sich die politische Lage für das malazanische Imperium verändert. Um diese Haupterzählung herum spielt jedoch eine weit gespannte andere Handlung, in der auch Götter und Halbgötter auftauchen, die oft aktiv in die Geschehnisse eingreifen. Dabei können Götter von Menschen getötet werden, wie auch Menschen unter bestimmten Umständen zu Göttern aufsteigen können, die keineswegs allmächtig sind. So zeigt sich unter anderem, dass Kellanved und Tanzer ihren Tod nur inszeniert haben und aufgestiegen sind. Neben den Menschen tauchen auch mehrere, teils uralte nicht-menschliche Rassen auf, wie die Tiste Andii, die Tiste Edur, Jaghut oder die (durch ein magisches Ritual untoten) T'lan Imass, die Erzfeinde der Jaghut. Auch diese Rassen spielen in den Romanen eine sehr wichtige Rolle.
Schwerpunkte der Handlung sind zunächst die Kontinente Genabackis, Quon Tali sowie ein Subkontinent, auf dem sich das „Reich der Sieben Städte“ befindet. All diese Länder haben ihre eigene, teils uralte Geschichte und Kultur. Zunächst beherrscht das malazanische Imperium den Großteil dieser Gebiete, auch wenn auf Genabackis der Feldzug noch im Gange ist, der jedoch, ähnlich wie ein anderer auf dem Subkontinent Korel, so gut wie gescheitert ist. Mehrere Götter mischen sich in die Ereignisse ein, während die Malazaner beabsichtigen, die letzte freie Stadt von Genabackis zu erobern.
Fast zeitgleich bricht im Reich der Sieben Städte ein blutiger Aufstand los, der die malazanische Herrschaft praktisch zusammenbrechen lässt – und an den indischen Aufstand von 1857 angelehnt ist. Es kommt im Verlauf der Rebellion zu zahlreichen Gräueltaten an Malazanern. Die 7. Armee muss als die letzte verbliebene malazanische Feldarmee im Reich der Sieben Städte mehrere Tausend malazanische Flüchtlinge nach Aren begleiten, der letzten Stadt des Subkontinents, die noch in der Hand des Imperiums ist. Am Ende gelingt es den Malazanern unter ihrem genialen Kommandeur Coltaine, die Zivilisten in Sicherheit zu bringen, was aber mit der Vernichtung der 7. Armee erkauft wird. Währenddessen nimmt der Feldzug auf Genabackis eine ungeahnte Wendung, in der auch Götter eine Rolle spielen. Kurze Zeit darauf wird der sogenannte „Verkrüppelte Gott“ eingeführt, ein Wesen, das sich bald als der eigentliche Hauptfeind der Protagonisten entpuppt und die Ereignisse zu seinen Gunsten zu beeinflussen versucht. Die malazanischen Truppen auf Genabackis verbünden sich temporär mit ihren bisherigen Gegnern, um einen gemeinsamen Feind zu bekämpfen, den mysteriösen und mit brutalen Mitteln agierenden Pannionischen Seher.
Die Handlung ab dem vierten deutschen bzw. dem dritten englischen Band dreht sich denn nicht mehr hauptsächlich um die Ereignisse im malazanischen Imperium, sondern vor allem um die geschickte Manipulation des verkrüppelten Gottes. Mehrere Nebenhandlungen eröffnen sich, die jedoch zahlreiche Schnittpunkte beinhalten. So kommt es zu einer von Erikson detailliert geschilderten malazanischen Strafexpedition ins Reich der Sieben Städte durch die 14. malazanische Armee, wobei die Malazaner feststellen, dass die Taten Coltaines einen tiefen Eindruck hinterlassen haben. Die Ausgangslage für den Feldzug ist auf Seiten der Malazaner denkbar schlecht, da faktisch der gesamte Subkontinent in der Hand von Rebellen ist, doch gelingen der 14. Armee nach harten Kämpfen mehrere Erfolge. Währenddessen entsteht auf einem weit entfernten Kontinent das Imperium von Lether, dessen Herrscher, der immer mehr dem Wahnsinn verfallende Tiste Edur Rhulad Sengar, allerdings nur eine Marionette des verkrüppelten Gottes ist, der eigene Ziele verfolgt. Der malazanischen Imperatrix Laseen entgleitet währenddessen immer mehr die Kontrolle. Die 14. malazanische Armee, die den Aufstand im Reich der Sieben Städte schließlich niederschlägt, desertiert aufgrund der Politik Laseens, die sie nicht mehr mittragen kann. Nachdem die Befehlshaberin der 14. Armee, Tavore Paran, Kenntnis von den Gräueltaten der Tiste Edur erlangt hat, macht sie sich mit ihren Truppen auf den Weg nach Lether, um das Land zu „befreien“, was nach harten Kämpfen auch gelingt: Die Tiste Edur ziehen sich aus Lether zurück, wo eine neue Regierung etabliert wird.
Etwa zur gleichen Zeit kommt es im Herzland des Imperiums, auf Quon Tali, zu Separationsbewegungen, die den Sturz Laseens forcieren. Nach der Befreiung Lethers stößt die 14. Armee mit ihren Verbündeten nach Südosten vor, um das Land Kolanse zu erreichen, wo der verkrüppelte Gott offenbar einigen Einfluss ausübt. Doch unterwegs geraten die „Knochenjäger“, wie die 14. Armee auch genannt wird, in nicht vorhersehbare Schwierigkeiten und erleiden in einer Schlacht schwere Verluste. Dennoch rücken die von Tavore Paran geführten Malazaner weiter nach Kolanse vor, wo die nicht-menschlichen Forkrul Assail ihre eigenen Pläne mit dem verkrüppelten Gott haben, der nichts mehr wünscht, als von seinen ewigen Schmerzen erlöst zu werden. In Kolanse kommt es schließlich zum Entscheidungskampf.
Während das malazanische Imperium in den späteren Bänden nur noch eine untergeordnete Rolle spielt, wird die dortige Handlung von Ian Cameron Esslemont in dessen Romanen weiter erzählt: In Night of Knives wird die Machtübernahme durch Laseen beschrieben, während er in Return of the Crimson Guard die inneren Unruhen im Imperium schildert. Im Roman Stonewielder schildert Esslemont unter anderem eine malazanische Militärexpedition nach Korel, wobei viele Hintergrundinformationen zu diesem Subkontinent bekannt werden. In Orb, Sceptre, Throne werden Ereignisse auf Genabackis und speziell in Darujhistan beschrieben, wo eine alte Macht wieder erweckt wurde.
Esslemont schildert nun in der neuen Reihe Path to Ascendancy den Aufstieg von Kellanved und Tanzer.

## Erzählweise
Die Geschichte wird jeweils aus den Blickwinkeln einzelner Charaktere geschildert, wobei sich die Handlungsorte teils auf unterschiedlichen Kontinenten befinden. In mehreren Bänden spielt die malazanische Eliteeinheit der „Brückenverbrenner“ eine zentrale Rolle, außer im fünften Originalband tauchen Charaktere dieser Truppe auch in allen Bänden auf. Aber auch zahlreiche andere Charaktere der verschiedenen Völker und Gegenspieler werden ausführlich vorgestellt. Erikson erzählt die Geschichte der Charaktere nicht immer streng chronologisch, sondern vielmehr simultan, teils mit mehreren Zeitsprüngen. Eriksons Charaktere entsprechen fast nie dem sonst in der Fantasyliteratur oft üblichen Schwarz-Weiß-Muster, sondern sind um vieles differenzierter ausgestaltet. In den Dialogen macht sich oft auch schwarzer Humor bemerkbar. Viele der Protagonisten kommen im Laufe der Handlung ums Leben (wobei allerdings mehrere in irgendeiner Form wiedererweckt oder -geboren werden). Erikson nannte vor allem die Ilias sowie Glen Cook und dessen Black-Company-Bücher als Vorbild. Eriksons Welt ist sehr eigenständig, besonders die Darstellung der Magie ist einzigartig in der Fantasyliteratur. Entwickelt wurde die komplexe Hintergrundgeschichte von Erikson und seinem Freund Ian Cameron Esslemont bereits in den 1980er Jahren für ein Rollenspiel.
Die Handlung ist geprägt von einem teils äußerst düsteren Grundton und mehreren Handlungssträngen. Das Element der Tragik bzw. der Tragödie spielt bei Erikson eine wichtige Rolle. Ihm selbst zufolge schreibt er keine Fantasy mit tragischen Elementen, sondern Tragödien mit Fantasy-Elementen, weshalb auch der Faktor Humor zwischen den einzelnen Episoden für ihn wichtig ist. Die Geschichte ist sehr breit angelegt, wobei bisweilen Episoden geschildert werden, die mehrere Jahrtausende zurückliegen. Erikson hat für seine episch anmutende Rahmenhandlung sowie den gut ausgearbeiteten und vielschichtigen Charakteren in verschiedenen Besprechungen viel Lob erhalten. Die komplexe Handlung, in der vor allem auf unterschiedliche menschliche Schwächen und Tugenden eingegangen wird, macht die Romane nicht nur für Fantasy-Fans interessant. Zudem lässt Erikson, der ausgebildeter Anthropologe und Archäologe ist, sein diesbezügliches Fachwissen gekonnt in die Handlung mit einfließen; sei es in Form detailliert beschriebener Kulturen, sei es in Form einer verfremdeten Evolution des Menschen. Die Darstellung von Gewalt ist zum Teil allerdings sehr explizit und schonungslos. Für Gelegenheitsleser ist zudem die große Anzahl von Handlungsebenen und Protagonisten verwirrend, wenngleich die Romane einen knappen Index der wichtigsten Personen bieten.

## Geographie der Welt von Malaz
Die Handlung spielt in einer fiktiven Welt, deren genaue Größe unbekannt ist, auf der aber früher wie in der realen Welt menschliches Leben existierte, wenngleich schon zuvor nicht-menschliche Rassen entstanden. Manche Kontinente werden teils auch nur als Subkontinente bezeichnet. Es existieren verschiedene einzelne Staaten, der anscheinend größte ist aber das malazanische Imperium.
Quon Tali
Quon Tali bildet das Zentrum des malazanischen Imperiums. Der Kontinent wurde als erster von Kellanved in mehreren Feldzügen erobert, wobei er die damals rivalisierenden Staaten nacheinander bezwang und im Imperium vereinigte. Zu den größten Städten zählen unter anderem die Hauptstadt Unta, Li Heng, Quon Tali und Cawn. Dem Kontinent vorgelagert sind die Inseln Malaz (der Ursprung des Imperiums, zuvor vor allem als Piratenhafen bekannt), Nap und Kartool sowie der Subkontinent Falar, die erste große überseeische Eroberung des Imperiums.
Während der Kontinent in den meisten Romanen nur erwähnt wird, spielt die Handlung von Esslemonts Buch Return of the Crimson Guard hauptsächlich auf Quon Tali.
Reich der Sieben Städte
Hierbei handelt es sich um einen Subkontinent, auf dem, neben mehreren anderen bedeutenden Städten, sieben „heilige Städte“ existieren (Aren, Karakarang, Ubaryd, Ehrlitan, Karashimesh, Yath Alban und Ugarat). Der Subkontinent ist größer als Quon Tali und besteht weitgehend aus Wüsten und Steppenregionen. Er wurde noch zur Zeit Kellanveds erobert, wobei es in Aren zu einem Massaker kam. Vor allem hier wird die malazanische Herrschaft als Fremdherrschaft betrachtet; trotzdem dienen auch viele seiner Bewohner in der malazanischen Armee. Der Großteil der Handlung in Deadhouse Gates, House of Chains sowie The Bonehunters spielt auf diesem Kontinent.
Angrenzend an das Reich der Sieben Städte liegen im Westen noch andere Regionen, über die aber nur wenig bekannt ist (wie Nemil, Perish und Shal Morzinn).
Genabackis
Auf dem Kontinent Genabackis spielt der Großteil der Handlung im ersten Roman sowie in den Büchern Memories of Ice und Toll the Hounds. Zu Anfang sind der Norden und einige Gebiete an der Küste in malazanischer Hand, doch leistet eine lose Konföderation von Städten recht effektiv Widerstand. Zu den bedeutendsten Städten zählt die freie Stadt Darujhistan. Auf dem Kontinent leben auch die Moranth, die ein Bündnis mit den Malazanern eingegangen sind und über gute chemische Kenntnisse (Sprengstoffe) verfügen. Über den Süden des Kontinents ist kaum etwas bekannt, allerdings liegt dort unter anderem die Stadt Elingarth, aus der die berühmte Söldnertruppe der Grauen Schwerter stammt, die in Memories of Ice eine zentrale Rolle spielt.
Korelri 
Korelri besteht aus den beiden Subkontinenten Korel und Stratem. Die Ankunft des „verkrüppelten Gottes“ soll auf dem Kontinent schweren Schaden verursacht haben. Während Stratem bisher nur am Rande eine Rolle spielt, wird Korel mehrmals in den Büchern erwähnt. In Stonewielder werden schließlich zahlreiche Details bekannt.
Korel, das relativ nahe an Quon Tali liegt, besteht vor allem aus unterschiedlich großen Inseln. Noch in der Regierungszeit Kellanveds wurde mit der Invasion unter der Hohefaust (Oberbefehlshaber) Greymane begonnen, doch endeten die Kämpfe in einem Fiasko. Zur Zeit Laseens brach, wie sich in Stonewielder herausstellt, der Kontakt zu der dortigen 6. malazanischen Armee praktisch ab; da die Korelris zudem über eine beachtliche Seestreitmacht verfügen (die Schiffe aus der Stadt Mare gelten als fast unsinkbar), konnte die malazanische Flotte lange Zeit keinen Durchbruch erzielen.
Auf dem Kontinent wird in erster Linie eine Gottheit verehrt, die Lady, und andere Glaubensrichtungen werden hart bekämpft. Mehrere Staaten hatten sich zur Abwehr der Malazaner zu einem lockeren Bündnis zusammengeschlossen. An der Nordküste existiert außerdem der Stormwall, eine gewaltige Befestigungslinie, die der Abwehr der Stormriders obliegt, einer nicht-menschlichen Rasse, die im Wasser existiert.
Lether
Der Name des Kontinents, auf dem sich auch das Königreich Lether (später Imperium von Lether) befindet, ist unbekannt; er befindet sich aber offenbar relativ weit von Quon Tali entfernt. Es existieren hier mehrere Reiche, darunter Lether (mit der Hauptstadt Letheras) sowie Bolkando, Pilott, Korshenn und Kolanse. Im Norden von Lether leben aber auch etwa Tiste Edur, im Osten außerdem einige Steppenvölker.
Die Haupthandlung der Romane Midnight Tides, Reaper's Gale, Dust of Dreams sowie The Crippled God ist hier angesiedelt.
Assail
Nur sehr wenig ist über diesen Kontinent bekannt, wenngleich einige von dort stammende Personen in den Romanen Esslemonts auftauchen. Den Malazanern ist die Existenz dieses Kontinents bekannt, sie haben aber von einer Invasion abgesehen. Im Roman Memories of Ice berichtet ein T'lan Imass, dass eine ganze Armee der T'lan Imass auf Assail von einer dortigen Streitmacht unter dem Befehl eines „menschlichen Tyrannen“ vernichtet worden ist.
Jacuruku
Jacuruku wird teils als „Schwesterkontinent“ von Korelri bezeichnet und wurde vor langer Zeit schrecklich verwüstet. Genaueres über die heutige Lage ist nicht bekannt, doch soll dort eine Oligarchie von Magiern herrschen.

## Publizierte Bände
- Bd. 1: Die Gärten des Mondes (2012). Übers. von Tim Straetmann. München: Blanvalet (Orig.: Gardens of the Moon, 1999; dt. Erstausg. 2000). ISBN 978-3-442-26909-9
- Bd. 2: Das Reich der Sieben Städte (2013). Übers. von Tim Straetmann. München: Blanvalet (Orig.: Deadhouse Gates, Part 1, 2000; dt. Erstausg. 2001). ISBN 978-3-442-26965-5
- Bd. 3: Im Bann der Wüste (2014). Übers. von Tim Straetmann. München: Blanvalet (Orig.: Deadhouse Gates, Part 2, 2001; dt. Erstausg. 2001). ISBN 978-3-442-26968-6
- Bd. 4: Die eisige Zeit (2003). Übers. von Tim Straetmann. München: Blanvalet (Orig.: Memories of Ice, Part 1, 2002). ISBN 978-3-442-24997-8
- Bd. 5: Der Tag des Sehers (2003). Übers. von Tim Straetmann. München: Blanvalet (Orig.: Memories of Ice, Part 2, 2002). ISBN 978-3-442-24998-5
- Bd. 6: Der Krieg der Schwestern (2004). Übers. von Tim Straetmann. München: Blanvalet (Orig.: House of Chains, Part 1, 2002). ISBN 978-3-442-24271-9
- Bd. 7: Das Haus der Ketten (2004). Übers. von Tim Straetmann. München: Blanvalet (Orig.: House of Chains, Part 2, 2002). ISBN 978-3-442-24292-4
- Bd. 8: Kinder des Schattens (2005). Übers. von Tim Straetmann. München: Blanvalet (Orig.: Midnight Tides, Part 1, 2004). ISBN 978-3-442-24298-6
- Bd. 9: Gezeiten der Nacht (2006). Übers. von Tim Straetmann. München: Blanvalet (Orig.: Midnight Tides, Part 2, 2004). ISBN 978-3-442-24403-4
- Bd. 10: Die Feuer der Rebellion (2007). Übers. von Tim Straetmann. München: Blanvalet (Orig.: The Bonehunters, Part 1, 2006). ISBN 978-3-442-24469-0
- Bd. 11: Die Knochenjäger (2008). Übers. von Tim Straetmann. München: Blanvalet (Orig.: The Bonehunters, Part 2, 2006). ISBN 978-3-442-24499-7
- Bd. 12: Der goldene Herrscher (2009). Übers. von Tim Straetmann. München: Blanvalet (Orig.: Reaper's Gale, Part 1, 2007). ISBN 978-3-442-26556-5
- Bd. 13: Im Sturm des Verderbens (2010). Übers. von Tim Straetmann. München: Blanvalet (Orig.: Reaper's Gale, Part 2, 2007). ISBN 978-3-442-26557-2
- Bd. 14: Die Stadt des blauen Feuers (2012). Übers. von Tim Straetmann. München: Blanvalet (Orig.: Toll the Hounds, Part 1, 2008). ISBN 978-3-442-26558-9
- Bd. 15: Tod eines Gottes (2017). Übers. von Tim Straetmann. München: Blanvalet (Orig.: Toll the Hounds, Part 2, 2008). ISBN 978-3-442-26559-6
- Bd. 16: Die Flucht der Kinder (2018). Übers. von Tim Straetmann. München: Blanvalet (Orig.: Dust of Dreams, Part 1, 2009). ISBN 978-3-7341-6113-1
- Bd. 17: Die Schwingen der Dunkelheit (2020). Übers. von Tim Straetmann. München: Blanvalet (Orig.: Dust of Dreams, Part 2, 2009). ISBN 978-3-7341-6114-8
- Bd. 18: Die gläserne Wüste (2021). Übers. von Simon Weinert. München: Blanvalet (Orig.: The Crippled God, Part 1, 2011) ISBN 978-3-7341-6190-2
- Bd. 19: Der verkrüppelte Gott (2021). Übers. von Simon Weinert. München Blanvalet (Orig.: The Crippled God, Part 2, 2011) ISBN 978-3-7341-6116-2

## FortsetzungsreiheThe Witness
Im Juli 2021 ist der erste Band der neuen Trilogie The Witness von Steven Erikson erschienen. 
The God is Not Willing spielt in der Welt von Malaz, zeitlich aber einige Jahre nach Abschluss der zehnbändigen Hauptreihe. Es sind neue Götterkulte entstanden, darunter solche, die Karsa Orlong und Coltaine verehren, die beide eine wichtige Rolle in der Hauptreihe gespielt haben. Dem malazanischen Imperium droht im nördlichen Genabackis die Invasion durch die Teblor-Stämme, doch auch andere Gefahren offenbaren sich. Währenddessen marschiert den Teblors eine Legion malazanischer Seesoldaten entgegen, die entschlossen sind, eine potentielle Bedrohung für das Imperium zu beseitigen.

## Novellen
- Blood Follows (2002)
- The Healthy Dead (2004)
- The Lees of Laughter's End: A Tale of Bauchelain & Korbal Broach (2007)

## Malaz-Romane von Ian Cameron Esslemont
A Novel of the Malazan Empire
- Night of Knives (2005, Neuausgabe 2008)
- The Return of the Crimson Guard (2008)
- Stonewielder (2010)
- Orb, Sceptre, Throne (2012)
- Blood and Bone (2012)
- Assail (2014)

Path of Ascendancy
- Book 1: Dancer´s Lament (2016)
- Book 2: Deadhouse Landing (2017)
- Book 3: Kellanved's Reach (2019)
- Book 4: Forge of the High Mage (2023)

## Belege
1. 1 2  Gardens of the Moon
2. ↑  Deadhouse Gates
3. ↑  Memories of Ice
4. ↑  House of Chains; The Bonehunters
5. ↑  Midnight Tides
6. ↑  The Bonehunters
7. ↑  Reaper's Gale
8. ↑  Esslemont, Return of the Crimson Guard
9. ↑  Dust of Dreams
10. ↑  The Crippled God.
11. ↑  Q&A with Steve Erikson (Memento vom 27. September 2007 im Internet Archive), Interview
12. ↑  Interview-Auszug
13. ↑  Malazan-Wiki (mit Belegen).